# An Encounter with Faces
An Encounter with Faces (frei übersetzt Eine Begegnung mit Gesichtern) ist ein indischer Kurzdokumentarfilm von Vidhu Vinod Chopra aus dem Jahr 1978, der die Armut Bombayer Straßenkinder porträtiert.
Der Film war Chopras erste Regiearbeit nach seinem Abschluss an der Filmhochschule in Pune. Er wurde auf zahlreichen Filmfestivals gezeigt und gewann Preise in Oberhausen, Leipzig (Goldene Taube), Tampere (Grand Prix) und Neu-Delhi (Golden Peacock – Best Short Film).
Bei der Oscarverleihung 1979 war der Film in der Kategorie „Bester Dokumentar-Kurzfilm“ nominiert, musste sich jedoch Ben und Jacqueline Phillips-Shedds Film The Flight of the Gossamer Condor, der die Entwicklung des ersten manövrierbaren, mit reiner Menschenkraft betriebenen Fluggerätes zeigt, geschlagen geben.  